# Guillaume Gillet
Guillaume Olivier V. Gillet (Liegi, 9 marzo 1984) è un allenatore di calcio ed ex calciatore belga, di ruolo centrocampista.

## Statistiche

### Presenze e reti nei club
| Stagione          | Squadra           | Campionato        | Campionato | Campionato | Coppe nazionali | Coppe nazionali | Coppe nazionali | Coppe continentali | Coppe continentali | Coppe continentali | Altre coppe | Altre coppe | Altre coppe | Totale | Totale | Totale |
| Stagione          | Squadra           | Comp              | Pres       | Reti       | Comp            | Pres            | Reti            | Comp               | Pres               | Reti               | Comp        | Pres        | Reti        | Pres   | Reti   |        |
| ----------------- | ----------------- | ----------------- | ---------- | ---------- | --------------- | --------------- | --------------- | ------------------ | ------------------ | ------------------ | ----------- | ----------- | ----------- | ------ | ------ | ------ |
| gen.-giu. 2008    | Anderlecht        | D1                | 17         | 3          | CB              | 4               | 1               | CU                 | 3                  | 0                  | SB          | -           | -           | 24     | 4      |        |
| 2008-2009         | Anderlecht        | D1                | 33+1       | 8          | CB              | 2               | 0               | UCL                | 2                  | 1                  | SB          | 1           | 0           | 39     | 9      |        |
| 2009-2010         | Anderlecht        | D1                | 28+10      | 2+3        | CB              | 2               | 0               | UCL+UEL            | 4+10               | 0                  | -           | -           | -           | 54     | 5      |        |
| 2010-2011         | Anderlecht        | D1                | 29+10      | 3+2        | CB              | 2               | 1               | UCL+UEL            | 4+8                | 2+0                | SB          | 1           | 0           | 54     | 8      |        |
| 2011-2012         | Anderlecht        | D1                | 28+9       | 12+2       | CB              | 0               | 0               | UEL                | 10                 | 5                  | -           | -           | -           | 47     | 19     |        |
| 2012-2013         | Anderlecht        | D1                | 28+4       | 4+2        | CB              | 3               | 0               | UCL                | 10                 | 0                  | SB          | 1           | 1           | 46     | 7      |        |
| 2013-2014         | Anderlecht        | D1                | 25+8       | 4          | CB              | 0               | 0               | UCL                | 5                  | 0                  | SB          | 1           | 0           | 39     | 4      |        |
| 2014-2015         | Bastia            | L1                | 38         | 2          | CF+CdL          | 1+5             | 0+1             | -                  | -                  | -                  | -           | -           | -           | 44     | 3      |        |
| 2015-gen. 2016    | Anderlecht        | D1                | 19         | 3          | CB              | 2               | 0               | UEL                | 6                  | 3                  | -           | -           | -           | 27     | 6      |        |
| Totale Anderlecht | Totale Anderlecht | Totale Anderlecht | 207+42     | 39+9       |                 | 15              | 2               |                    | 62                 | 11                 |             | 4           | 1           | 330    | 62     |        |
| gen.-giu. 2016    | Nantes            | L1                | 19         | 1          | CF+CdL          | 2+0             | 1               | -                  | -                  | -                  | -           | -           | -           | 21     | 2      |        |
| 2016-2017         | Nantes            | L1                | 38         | 3          | CF+CdL          | 1+2             | 0               | -                  | -                  | -                  | -           | -           | -           | 41     | 3      |        |
| ago. 2017         | Nantes            | L1                | 1          | 0          | CF+CdL          | 0               | 0               | -                  | -                  | -                  | -           | -           | -           | 1      | 0      |        |
| Totale Nantes     | Totale Nantes     | Totale Nantes     | 58         | 4          |                 | 5               | 1               |                    | -                  | -                  |             | -           | -           | 63     | 5      |        |
| ago. 2017-2018    | Olympiacos        | SL                | 16         | 1          | CG              | 6               | 1               | UCL                | 6                  | 0                  | -           | -           | -           | 28     | 2      |        |
| Totale carriera   | Totale carriera   | Totale carriera   | 361        | 55         |                 | 32              | 5               |                    | 68                 | 11                 |             | 4           | 1           | 465    | 72     |        |

### Cronologia presenze e reti in nazionale
| Cronologia completa delle presenze e delle reti in nazionale ― Belgio | Cronologia completa delle presenze e delle reti in nazionale ― Belgio | Cronologia completa delle presenze e delle reti in nazionale ― Belgio | Cronologia completa delle presenze e delle reti in nazionale ― Belgio | Cronologia completa delle presenze e delle reti in nazionale ― Belgio | Cronologia completa delle presenze e delle reti in nazionale ― Belgio | Cronologia completa delle presenze e delle reti in nazionale ― Belgio | Cronologia completa delle presenze e delle reti in nazionale ― Belgio |
| Data                                                                  | Città                                                                 | In casa                                                               | Risultato                                                             | Ospiti                                                                | Competizione                                                          | Reti                                                                  | Note                                                                  |
| --------------------------------------------------------------------- | --------------------------------------------------------------------- | --------------------------------------------------------------------- | --------------------------------------------------------------------- | --------------------------------------------------------------------- | --------------------------------------------------------------------- | --------------------------------------------------------------------- | --------------------------------------------------------------------- |
| 13-10-2007                                                            | Bruxelles                                                             | Belgio                                                                | 0 – 0                                                                 | Finlandia                                                             | Qual. Euro 2008                                                       | -                                                                     |                                                                       |
| 17-11-2007                                                            | Katowice                                                              | Polonia                                                               | 2 – 0                                                                 | Belgio                                                                | Qual. Euro 2008                                                       | -                                                                     |                                                                       |
| 21-11-2007                                                            | Baku                                                                  | Azerbaigian                                                           | 0 – 1                                                                 | Belgio                                                                | Qual. Euro 2008                                                       | -                                                                     |                                                                       |
| 26-3-2008                                                             | Bruxelles                                                             | Belgio                                                                | 1 – 4                                                                 | Marocco                                                               | Amichevole                                                            | -                                                                     | 46’                                                                   |
| 30-5-2008                                                             | Firenze                                                               | Italia                                                                | 3 – 1                                                                 | Belgio                                                                | Amichevole                                                            | -                                                                     | 70’                                                                   |
| 20-8-2008                                                             | Norimberga                                                            | Germania                                                              | 2 – 0                                                                 | Belgio                                                                | Amichevole                                                            | -                                                                     | 67’                                                                   |
| 11-10-2008                                                            | Bruxelles                                                             | Belgio                                                                | 2 – 0                                                                 | Armenia                                                               | Qual. Mondiali 2010                                                   | -                                                                     |                                                                       |
| 15-10-2008                                                            | Bruxelles                                                             | Belgio                                                                | 1 – 2                                                                 | Spagna                                                                | Qual. Mondiali 2010                                                   | -                                                                     | 87’                                                                   |
| 19-11-2008                                                            | Lussemburgo                                                           | Lussemburgo                                                           | 1 – 1                                                                 | Belgio                                                                | Amichevole                                                            | -                                                                     | 84’                                                                   |
| 11-2-2009                                                             | Genk                                                                  | Belgio                                                                | 2 – 0                                                                 | Slovenia                                                              | Amichevole                                                            | -                                                                     | 77’                                                                   |
| 1-4-2009                                                              | Zenica                                                                | Bosnia ed Erzegovina                                                  | 2 – 1                                                                 | Belgio                                                                | Qual. Mondiali 2010                                                   | -                                                                     | 90’                                                                   |
| 11-8-2010                                                             | Turku                                                                 | Finlandia                                                             | 1 – 0                                                                 | Belgio                                                                | Amichevole                                                            | -                                                                     |                                                                       |
| 7-9-2010                                                              | Istanbul                                                              | Turchia                                                               | 3 – 2                                                                 | Belgio                                                                | Qual. Euro 2012                                                       | -                                                                     | 82’                                                                   |
| 9-2-2011                                                              | Gand                                                                  | Belgio                                                                | 1 – 1                                                                 | Finlandia                                                             | Amichevole                                                            | -                                                                     | 59’                                                                   |
| 2-6-2012                                                              | Londra                                                                | Inghilterra                                                           | 1 – 0                                                                 | Belgio                                                                | Amichevole                                                            | -                                                                     |                                                                       |
| 15-8-2012                                                             | Bruxelles                                                             | Belgio                                                                | 4 – 2                                                                 | Paesi Bassi                                                           | Amichevole                                                            | -                                                                     | 59’                                                                   |
| 7-9-2012                                                              | Cardiff                                                               | Galles                                                                | 0 – 2                                                                 | Belgio                                                                | Qual. Mondiali 2014                                                   | -                                                                     | 79’                                                                   |
| 11-9-2012                                                             | Bruxelles                                                             | Belgio                                                                | 1 – 1                                                                 | Croazia                                                               | Qual. Mondiali 2014                                                   | 1                                                                     | 67’                                                                   |
| 14-11-2012                                                            | Bucarest                                                              | Romania                                                               | 2 – 1                                                                 | Belgio                                                                | Amichevole                                                            | -                                                                     |                                                                       |
| 29-5-2013                                                             | Cleveland                                                             | Stati Uniti                                                           | 2 – 4                                                                 | Belgio                                                                | Amichevole                                                            | -                                                                     | 72’                                                                   |
| 4-9-2014                                                              | Liegi                                                                 | Belgio                                                                | 2 – 0                                                                 | Australia                                                             | Amichevole                                                            | -                                                                     | 89’                                                                   |
| 29-3-2016                                                             | Leiria                                                                | Portogallo                                                            | 2 – 1                                                                 | Belgio                                                                | Amichevole                                                            | -                                                                     | 59’                                                                   |
| Totale                                                                |                                                                       | Presenze                                                              | 22                                                                    |                                                                       | Reti                                                                  | 1                                                                     |                                                                       |

## Palmarès

### Club

#### Competizioni nazionali
- Coppa del Belgio: 1

Anderlecht: 2007-2008
- Campionato belga: 2

Anderlecht: 2011-2012, 2013-2014
- Supercoppa del Belgio: 2

Anderlecht: 2012, 2013